# Dina Appeldoorn
Christina Adriana Arendina (Dina) Koudijs - Appeldoorn (Rotterdam, 26 december 1884 – Den Haag, 4 december 1938) was een Nederlands componiste en pianiste.

## Achtergrond
Ze werd geboren binnen het gezin van de HBS-leraar (en schrijver daarover) Johannes Appeldoorn en Margaretha Jacoba Cornelia Frings. Zij trouwde in 1913 met Jan Koudijs. Ze was geïnteresseerd in Esperanto en schreef in die taal een zestal liederen. Ze werd begraven op Oud Eik en Duinen in Den Haag. Amsterdam kent een Dina Appeldoornstraat, Gorinchem een Dina Appeldoornpad.

## Muziek
Dina Appeldoorn verkreeg haar muzikale opleiding aan het Koninklijk Conservatorium in Den Haag. Haar docenten waren Henri Viotta, Frits Koeberg (compositieleer) en Johan Wagenaar. Wagenaar werd vriend voor het leven en zij raadpleegde hem gedurende haar loopbaan. In 1910 rondde ze haar studies aan het conservatorium af. Later keerde ze er terug als docent piano. Vanuit het conservatorium werd ze pianobegeleidster van diverse koren in Den Haag, maar haar belangstelling ging steeds meer uit naar componeren. Haar vroege werken Frissche bloemen en Vondelliederen hadden enig succes. Die laatste werden opgedragen aan zangeres Julie de Stuers, die ze ook in het buitenland had gezongen. Voorts speelde Appeldoorn in een kwintet met sopraan Lena van Diggelen. De dirigent Wouter Hutschenruyter promootte met zijn Utrechts Stedelijk Orkest haar werk, zoals het symfonisch gedicht Pêcheurs d’Islande (1912) en de Noordzeesymfonie (1925). In 1923 kreeg ze een eerste prijs van de Nederlandsche Volkszang-bond te Utrecht voor het Jubileum-lied ter gelegenheid van het 25-jarig regeringsjubileum van koningin Wilhelmina  In die jaren schreef ze ook koormuziek voor de Nederlandsche Vereniging voor den Volkszang in Den Haag, geleid door Arnold Spoel. 'Die Haghe Sanghers' zongen een aantal van haar werken. In 1934 werd haar Blijspel-ouverture gespeeld door het Rotterdams Philharmonisch Orkest onder leiding van Eduard Flipse.
Haar stijl van componeren werd omschreven als laat-romantisch en melodisch, vermengd met lichte dissonantie. Ze schreef een aantal programmawerken met patriottistische inslag.

## Werken (selectie)

### Werken voor orkest
- 1909: Scherzo
- 1912: Dance
- 1912: Pêcheurs d’Islande, geïnspireerd op de roman van Pierre Loti
- 1915: Symfonie nr. 1 (Meisymfonie, tekst Christian Morgenstern voor sopraan, gemengd koor en symfonieorkest)
- 1916: Symfonie nr. 2 (deel 4, tekst Christian Morgenstern, voor sopraan, gemengd koor en orkest)
- 1917: Hollandsche liederen
- 1918: Adeste, fidelis
- 1919; Carnaval; onder meer uitgevoerd op 26 juni 1924 door het Concertgebouworkest o.l.v. Cornelis Dopper
- 1919: Natuursuite
- 1924: Noordzeesymfonie (symfonisch gedicht)
- 1934: Blijspel-ouverture
- 1934: Pastorale
- 1936: Serenade

### Zang
- 1909: Frissche bloemen (haar opus 1, zes liederen met Schemerliedje op tekst van Joannes Reddingius)
- 1911: Twee Hollandsche Liederen
- 1912: Omhoog
- 1922: Loflied aan Nederland
- 1923: Jubileum-lied (op tekst van Arent Tonko Vos)
- 1923: De lente luwt
- 1925: Drie liederen
- 1931: Zes kantoj
- 1936: Julianalied
- 1936: Het Zwerverslied
- 1938: De kalkoen (laatste werk, geschreven voor Rotte’s Mannenkoor)

### Kamermuziek
- 1915: Woudsproke (suite in vier delen, voor dwarsfluit, viool, altviool, cello en harp, opgedragen aan respectievelijk Jan Prins, Louis de Ruyter, Henk van Casteren, Martin Zagwijn en Jacoba Heuckeroth); tevens een versie voor strijkorkest, bestaande uit Woudstemming, Dwergen, Treurmuziek, De betoverde prinses en Saters
- 1920: Twee Hollandse Dansen
- 1921: Divertissemento
- 1922: Serenade
- 1925: Haagsch liedje
- 1925: Sonatine
- 1932: Twee preludes
- 1932; Strijkkwartet in Bes

### Kinderoperette
- 1927: Duinsprookje (kinderoperette)

- Biografisch Portaal: 06385191
- Gemeinsame Normdatei: 1056123508
- International Standard Name Identifier: 0000 0000 4861 9962
- Library of Congress Control Number: no2007046987
- MusicBrainz: 65f571cb-43e1-47bb-9c90-0b797c91f779
- Nederlandse Thesaurus van Auteursnamen: 102622000
- Virtual International Authority File: 26840113
- WorldCat: E39PBJbWBFDb793hwB7qpjdG73